# Dickie Garrett
Pas d'image ? Cliquez ici

a Compétitions nationales et continentales officielles uniquement.

b Matchs officiels uniquement.
Richard Marks « Dickie » Garrett, né en 1865 (environ) à Cardiff et mort le 17 février 1908 à Penarth, est un joueur de rugby à XV gallois évoluant au poste de centre pour le pays de Galles. 
Dickie Garrett exerce la profession de mineur. En 1908 il est tué dans un accident, écrasé par un camion de charbon.

## Carrière
Dickie Garrett se fait connaître en jouant avec Penarth. Lors de la saison 1888-1889 il est le capitaine de l'équipe première de Penarth, qui remporte la Coupe du district de Cardiff en 1888. Il honore sa première cape internationale avec le pays de Galles pour affronter les Māori de Nouvelle-Zélande en tournée européenne le 22 décembre 1888. Le pays de Galles adopte le système à quatre trois-quarts,, pour la première fois depuis son abandon après l'échec de cette tactique contre l'Écosse en 1886. L'équipe galloise l'emporte par un but et deux essais à zéro. 
Dickie Garrett est à nouveau retenu pour disputer le Tournoi britannique de rugby à XV 1889 lors de la première rencontre contre l'Écosse; sous le capitanat de Frank Hill, la formation du XV du poireau perd la rencontre et il n'est pas retenu pour le match suivant contre l'Irlande. Dickie Garrett fait son retour pour le championnat 1890, et il dispute les trois matchs du championnat associé au centre à Arthur Gould. Le pays de Galles perd le premier match contre l'Écosse, mais il remporte un succès historique contre l'équipe d'Angleterre à Crown Flatt dans le Dewsbury. Le pays de Galles obtient sa première victoire face aux Anglais grâce à l'unique essai du match marqué par Buller Stadden. Malgré cette victoire, le bilan du tournoi est moyen car l'équipe finit avec une victoire, un match nul et une défaite. En effet, la troisième rencontre se solde par un match nul concédé contre l'équipe d'Irlande.
Garrett connaît trois autres sélections. Il joue le match disputé à Raeburn Place contre l'Écosse, que le pays de Galles perd largement et le match à domicile au Stradey Park face à l'Irlande gagné difficilement, les deux rencontres dans le cadre du Tournoi britannique de rugby à XV 1891. Sa dernière cape est obtenue lors du championnat 1892 contre l'équipe d'Angleterre qui remporte cette année-là la triple couronne.

## Statistiques en équipe nationale
Dickie Garrett dispute huit matchs avec l'équipe du pays de Galles. 
| Année | Compétition         | Matchs | Points | Essais |
| 1888  | Test match          | 1      | -      | -      |
| 1889  | Tournoi britannique | 1      | -      | -      |
| 1890  | Tournoi britannique | 3      | -      | -      |
| 1891  | Tournoi britannique | 2      | -      | -      |
| 1892  | Tournoi britannique | 1      | -      | -      |
| Total | Total               | 8      | -      | -      |